# Книга Лева
«Книга Лева» — третя прижиттєва поетична збірка Богдана-Ігора Антонича, що вийшла друком у Львові в 1936 році. 

## Про збірку
«Книга Лева» — третя, найбільша, остання з прижиттєвих збірок Антонича. Вона являє собою новий крок у філософському осмисленні буття, у розвитку таланту поета. Головна тема її — зв'язок між людиною і природою, розкриття "таємниці життя" в єдності духовних і матеріальних виявів.  У ній Антонич остаточно формує свій пантеїстичний погляд на буття і природу людського пізнання. Книжка поділена на "глави"  та "ліричні інтермецо ", які продовжують лінію збірки "Три перстені" з її одухотвореною природою, "глави" започатковують лінію притчево-міфологічного начала. Між "главами" й "інтермецо" існує протистояння, поступово розрив скорочується, й вони вступають у "силове поле" взаємодії. Перехід від "видимого", зовнішнього  у сферу духовного здійснюється то на основі біблійної міфології, то за логікою фольклорної символіки, то шляхом одухотворення природи і небесних сфер. Від лемківського язичництва автор просувається далі — у прапервісність природи. Філософський сенс глав "Книги Лева" виявляється в тому, щоб, з одного боку, утвердити єдність усього живого, а з іншого — знайти для втілення "праречі" відповідне "праслово", щоб сутність речей "схопити в клітку слова" ("Шість строф містики").
За «Книгу Лева» Антонич отримав нагороду Українського Католицького Союзу.